# Cabo Sacratif
Cabo Sacratif är en udde i Spanien.   Den ligger i provinsen Provincia de Granada och regionen Andalusien, i den södra delen av landet, 400 km söder om huvudstaden Madrid.
Terrängen inåt land är huvudsakligen kuperad, men västerut är den platt. Havet är nära Cabo Sacratif söderut.  Närmaste större samhälle är Motril, 7,7 km nordväst om Cabo Sacratif. 